# Schöfweg
Schöfweg je obec v německé spolkové zemi Bavorsko, v zemském okrese Freyung-Grafenau ve vládním obvodu Dolní Bavorsko. Žije zde přibližně 1 300 obyvatel.